# 阿达尔贝特·施蒂弗特
施蒂弗特（Adalbert Stifter，1805年10月23日—1868年1月28日），1805年生于波希米亚上普兰（今捷克上普拉纳），是一位奥地利作家、诗人、画家、教育家。知名作品包括《雪山水晶和萊辛寓言》等。

## 生平
1805年，出生于波希米亚上普兰（今捷克上普拉纳）。1826年入维也纳大学学习法学，后成为贵族教师。施蒂弗特具有自由主义倾向，曾支持1848年革命。施蒂弗特的作品多描写波希米亚森林，在德语世界享有较高知名度，但英语读者却很少知道他的名字。
1868年，卒于奥匈帝国林茨，享年62岁。